# Cedar Key
Cedar Key es una ciudad ubicada en el condado de Levy en el estado estadounidense de Florida. En el Censo de 2010 tenía una población de 702 habitantes y una densidad poblacional de 128,82 personas por km².

## Geografía
Cedar Key se encuentra ubicada en las coordenadas 29°9′1″N 83°2′15″O / 29.15028, -83.03750. Según la Oficina del Censo de los Estados Unidos, Cedar Key tiene una superficie total de 5.45 km², de la cual 2.49 km² corresponden a tierra firme y (54.28%) 2.96 km² es agua.

## Demografía
Según el censo de 2010, había 702 personas residiendo en Cedar Key. La densidad de población era de 128,82 hab./km². De los 702 habitantes, Cedar Key estaba compuesto por el 97.15% blancos, el 1.28% eran afroamericanos, el 0.28% eran amerindios, el 0% eran asiáticos, el 0% eran isleños del Pacífico, el 0.43% eran de otras razas y el 0.85% pertenecían a dos o más razas. Del total de la población el 1.42% eran hispanos o latinos de cualquier raza.